# Jenny Rogneby
Jenny Asnakech Rogneby, född 13 augusti 1974 i Etiopien, är en svensk författare och kriminolog.

## Biografi
Jenny Rogneby föddes i Etiopien och adopterades 1975 när hon var ett år och kom till Sverige med en syster och har växt upp i Boden. Båda hennes föräldrar har varit anställda vid Försvarsmakten. Hon är utbildad kriminolog, har en socionomexamen och har varit utredare vid Citypolisen i Stockholm. Hon är även utbildad musikalartist och var med i gruppen Cosmo 4.
Hennes första bok, Leona - tärningen är kastad, kom ut 2014 och är en kriminalroman som handlar om Leona som är polis och mamma. Rogneby har skrivit ytterligare fyra kriminalromaner om Leona. Den senaste, Leona: öga för öga, kom ut 2020. Böckerna har getts ut av Wahlström & Widstrand.